# Serkan Cetin
Serkan Cetin (* 3. Oktober 1973 in Düsseldorf) ist ein türkisch-deutscher Bodybuilder.

## Leben
Serkan Cetin wurde als jüngstes von drei Geschwistern geboren und wuchs in Ratingen auf, wo er heute noch lebt. Mit zwölf Jahren begann Cetin mit Taekwondo. Zum Muskelaufbau betrieb er Krafttraining, das schließlich seine Begeisterung für das Bodybuilding weckte, das er seit 1988 betreibt. Seit 1991 nimmt er mit Ausnahme der Jahre 1997 und 2007 alljährlich an Wettkämpfen teil. Bevor Cetin 2001 deutscher Staatsbürger wurde, trat er zweimal für die Türkei bei der Europameisterschaft und zweimal bei der Weltmeisterschaft an. Für Deutschland trat er (Stand 2015) zehnmal bei Weltmeisterschaften an. Mit zwölf WM-Teilnahmen und seinen fünf deutschen Meistertiteln hält Cetin zwei Rekorde unter deutschen Bodybuildern.
Cetins Ehefrau ist ebenfalls Bodybuilderin. Sie haben eine gemeinsame Tochter.

## Erfolge
Zu seinen sportlichen Erfolgen zählen:
- 1992: 1. Platz Newcomer-Meisterschaft, Juniorenklasse bis 70 kg
- 1994 und 1995: 1. Platz türkische Meisterschaft, Klasse bis 80 kg
- 1994, 2001, 2002, 2003, 2009: Gesamtsieg Internationale Landesmeisterschaft NRW
- 2002: 1. Platz deutsche Meisterschaft, Klasse bis 90 kg
- 2003: 1. Platz deutsche Meisterschaft, Klasse bis 80 kg
- 2008: 1. Platz internationale deutsche Meisterschaft, Klasse bis 80 kg
- 2009: 5. Platz Weltmeisterschaft in Doha, Klasse bis 85 kg
- 2013: 1. Platz deutsche Meisterschaft, Klasse bis 90 kg
- 2014: 1. Platz internationale deutsche Meisterschaft, Klasse bis 90 kg